# Cala Galiota
Cala Galiota és una cala mallorquina situada a la Colònia de Sant Jordi, al terme municipal de ses Salines. Al fons de la cala hi ha una petita platja d'arena d'uns 50 metres de llargària i 20 d'amplada. Sol ser freqüentada per banyistes residents de la zona. És una cala molt accessible: té rampes d'accés, està situada al costat del centre urbà de la Colònia i és vorejada pel passeig marítim.